# Stanisław Sielicki
Stanisław Sielicki (ur. 1960, zm. 6 października 2019) – polski artysta fotografik, wykładowca akademicki, współtwórca grupy Luxus.

## Życiorys
Urodził się w 1960. Ukończył studia w zakresie biologii, jednak wybrał zawód artysty fotografika, był również wykładowcą w Katedrze Sztuki Mediów na Wydziale Grafiki i Sztuki Mediów Akademii Sztuk Pięknych we Wrocławiu i współtwórcą grupy Luxus. Jego prace znajdują się m.in. w zbiorach Zamku Ujazdowskiego i Muzeum Narodowego w Warszawie.
Zmarł 6 października 2019 i został pochowany na cmentarzu Kiełczów we Wrocławiu.